# ビーエス・コンディショナルアクセスシステムズ
株式会社ビーエス・コンディショナルアクセスシステムズ（BS Conditional Access Systems Co.,Ltd.）とは、日本のデジタルテレビ放送にて著作権保護を含んだ限定受信方式（B-CAS方式）を提供する日本の企業である。
略称はB-CAS（ビーキャス）またはB-CAS社。
なお、B-CASは同社の略称であると同時に、B-CAS方式および、同機能を実現するために受信機に設置するカード（B-CASカード）を指すこともある。

## 会社概要
2000年（平成12年）2月22日、株式会社ビーエス・コンディショナルアクセスシステムズ（B-CAS社）が、BSデジタル放送用の限定受信システムを運用管理維持することを目的として設立された。日本放送協会（NHK）などBSデジタルテレビ事業者の他に、東芝・パナソニック・日立製作所・NTT東日本が出資している。

## B-CASカード
同社が発行するB-CASカードは、2000年（平成12年）12月1日、BSデジタル放送が開始された際にその有料放送契約者を対象として限定的に必要とされたが、2004年からは著作権保護を理由として全面的に採用され、ほぼすべてのデジタル放送の視聴にB-CASカードが必要となった。ただし2012年（平成24年）7月より、地上デジタル放送において段階的にB-CASカードを必要としない新方式のCASが導入され、2013年（平成25年）3月より全国での運用を開始している（詳しくは地上放送RMP管理センターおよびコンテンツ権利保護専用方式を参照）。
B-CASカードは接触式ICカードとなっており、電波産業会（ARIB）とB-CAS社に認証されたデジタル放送受信機に同梱して配布される。このカードを受信機に挿入しない限り、原則として（ワンセグ、スカパー!、WOWOW/スカパー!e2の無料放送を除く）日本のデジタルテレビジョン放送は視聴できない（2011年（平成23年）11月現在）。2012年（平成24年）7月の新CAS導入後も、BSデジタル放送及び東経110度CS放送（スカパー!e2等）の視聴には受信機へのカードの挿入が必須となる。
シュリンクラップ契約にて締結される使用許諾契約約款では、B-CASカードの所有権は株式会社ビーエス・コンディショナルアクセスシステムズに永久に帰属するとされている。よって、カードをネットオークションに出品するなどの行為は同社の所有権を侵害するものであり、契約違反であるとして問題視している。
『週刊ポスト』の報道によると、B-CASカードの発行費用はテレビ局が負担しており、地上デジタル放送向けカードの代金は一旦デジタル放送推進協会が集金し、B-CASに支払われる。B-CAS社はカードを発行し管理するだけのいわば「下請け」に過ぎないという。

## B-CAS社に対する批判
B-CAS社は公共性の高い地上デジタル放送の視聴に必要なB-CASカードを発行する唯一の企業であるために、その独占性から批判が絶えない。また、2007年（平成19年）まで、財務内容を公表しなかったなどの秘密主義も批判の的となっていた。しかし、同社にはNHKや在京キー局系のBS民放局が出資していることから、マスメディアで取り上げられることは稀であった。
2008年（平成20年）7月9日の『朝日新聞』朝刊で、B-CAS社が設立以来、会社法に違反して財務内容の公告を怠っていたと報じられ、マスコミでも同社の経営姿勢が問題視されるようになってきた。今まで沈黙を守ってきた同社も、批判に応えざるを得なくなり、2008年（平成20年）8月7日、同社社長の浦崎宏は日経BP社の取材に応じ、「不要といわれれば退く覚悟はできている」と述べた。
公開された情報により、B-CAS社はデジタル放送の著作権保護の開始によって赤字決算から脱出し、かつ、その収益に財務基盤を依存していることが明らかとなった。

### 独占事業に対する批判
日本のデジタルテレビ放送のテレビ放送受信全世帯で、視聴の可・不可を物理的に制御可能であるB-CASカードが、一民間企業であるB-CAS社によって独占的に管理されていることに対し批判がある。
事実上、日本においてデジタル放送受信機を製造・販売するにはB-CASカード発行審査に合格することが必須条件となる。結果的にはB-CAS社が一家電製品の市場を囲い込む事が可能であり、独占禁止法違反の疑いが指摘されている。
また、信頼できるメーカー以外チューナーを提供しないとする取り決めが行われているともいわれ、やはり、私的独占の禁止及び公正取引の確保に関する法律（独占禁止法）に抵触している疑いが指摘されている。さらには正式な認証プロセスすら用意されていないなど、恣意的な運用を疑われてもやむを得ない面があり、国内外から批判が絶えない状況である。
民主党の加賀谷健参議院議員は、2009年（平成21年）3月17日、3月30日の参議院総務委員会で、公正取引委員会から、B-CAS社がB-CASカードの発行を独占していることは、独占禁止法違反の可能性があるという答弁を受けている。
このような批判を受け、2012年（平成24年）7月から、運用を開始したソフトウェア制御による新CASについては、新たに運用主体としてNHK及び民放テレビ局の共同出資で「一般社団法人地上放送RMP管理センター」を設立し、B-CAS社と独立した形で地上RMP方式の管理・運用を行うことになった。

### 公益性を根拠とする批判
B-CAS社にNHKが出資していること、B-CASカードがないとNHKの番組を視聴できないことについても公共放送の中立性との兼ね合いから批判する向きもある。
コピーワンスやダビング10はコピー制御フラグ（CCI）であり、B-CASの利用は限定受信・暗号技術であるため、両者には直接的関連性がなく、同時適用される必然性はないと指摘する向きもある。事実、NHKの災害報道はB-CAS方式ではない（B-CASカードの不要な）コピーワンスで放送を行っている。
地上放送・BS放送・CS110度放送といった、日本の放送すべてといっても過言ではないインフラストラクチャーにおいて、有料放送の管理・著作権保護の実現を建前とした全面採用が行われ、かつ、広範に個人情報を収集し、すべての国民に対し少なからぬ影響を与える非常に公益性の高い事業を行う企業にも関わらず、株式を非公開とし資産状況・収支状況・役員報酬・諸々のライセンス供与で徴収している費用・さらには、活動実態や本店所在地すら公開しておらず、同社の姿勢は公益企業らしからぬ徹底した秘密主義であるとして批判されている。その後、批判の声があまりにも多かったため、本店所在地は公開され、財務内容の隠蔽も会社法違反であると報道され、現在は公表されている。
デジタル化の投資だけで、経営を揺るがしかねない地方放送局に対し、放送の本質とは無関係なB-CAS関連への投資まで強要するのはいかがなものかと批判する向きもある。

### 個人情報保護の観点からの批判
個人情報保護の観点からもB-CASに対し少なからず批判がある。
大規模な個人情報を取り扱う企業であるB-CAS社が、プライバシーマークすら取得していないことは問題視されている。これは同社も認識しており、取得準備中であるとしている（2011年（平成23年）現在は取得済み）。
なお、B-CASカードのユーザー登録は、2011年（平成23年）4月に全廃されている。

### 利権化への批判
日本のデジタルテレビ放送・それに伴うコピーワンス・ダビング10放送は、全国で実施されており、あわせて運用されるDRMにより、B-CAS社は日本全国津々浦々から確実な定期収入を得ていることから、同社が利権団体化しているのではと疑われてきたが、その情報は公開されていなかった。が、朝日新聞に会社法違反と報じられたことで、同社は決算情報を公開した。
著作権保護を建前としているが、著作権の主張できない政見放送などを含め、一律にB-CAS方式のDRMが適用されていることを批判する向きもある。仮に、権利者がコピーワンス以外で放送したいと主張しても、それが不可能であることを問題視する向きもある。2007年（平成19年）12月27日に開催された、情報通信審議会の際、コピーワンスは権利者が望んだものではなく、議論に関与すらしていないことが明らかにされている。

### 秘密主義への批判
以上のような批判が非常に多いためか、本社・その他の事業所の所在地は、公式サイト上に一切記載されていなかったが、掲載しないこと自体が批判の対象となってしまい、登記上の本店所在地に限り（2006年（平成18年）10月11日とみられる）掲載された。批判を受けなければ掲載しないようでは、公益事業を行う者としてふさわしくないとは考えられ、また、登記上本店というものは、同地で業務が行われていることを保証するものではない（これはB-CASに限ったものではない）。しかし同社の本店所在地は、B-CASに批判的なウェブサイトや電子掲示板などで頻繁に掲載されており、公然の秘密化した情報を掲載したに過ぎず、新たな情報ではないことに留意する必要がある。
未だに公開されていない情報（代表電話番号・本店以外の事業所所在地・売上高・従業員数など一般的な企業は公開している情報）は一切掲載されていなかったが、財務内容の非公開は会社法違反であると2008年（平成20年）7月9日に朝日新聞に報道され、公開するに至っている。

## マスコミの報道
TBSラジオ『ストリーム』は2008年（平成20年）9月19日放送の「タチヨミスト★SHINGOさんの週刊誌チェック!」で『週刊ポスト』の記事を紹介した。